# BICA
BICA (англ. Biologically Inspired Cognitive Architectures) — проект DARPA, що адмініструється англ. Information Processing Technology Office (IPTO) який почався 2005 року і має на меті створити наступне покоління когнітивних архітектур (моделей інтелекту людського типу). Перша фаза (дизайн) проходила від вересня 2005 до жовтня 2006 року, і мала на меті згенерувати нові ідеї для біологічних архітектур, які можуть використовуватись, щоб створити втілені обчислювальні архітектури людського інтелекту.
Наступна фаза (реалізація) почалась навесні 2007 року, і включає фактичне конструювання нових інтелектуальних агентів, які живуть і діють в віртуальних середовищах. Щоправда, DARPA скасовувала цю фазу через те, що її врахували занадто амбітною.